# Isaac Davis (soldat)
Pour les articles homonymes, voir Davis.
Isaac Davis, né le 23 février 1745 à Acton et mort le 19 avril 1775 à Concord, est un patriote et milicien américain.
Il a commandé une compagnie de minutemen aux batailles de Lexington et Concord, au début de la guerre d'indépendance des États-Unis. Au cours de l'avancée américaine sur les Britanniques au Old North Bridge, Davis a été parmi les premiers tués et a été le premier officier américain à mourir dans la révolution américaine.
Davis est notamment commémoré par la statue du Minute Man réalisée par Daniel Chester French à Concord au Massachusetts et par le Isaac Davis Monument d'Acton Town Common. La Garde nationale des États-Unis reprend cette statue de Davis pour son logotype.

## Source
- (en) Cet article est partiellement ou en totalité issu de l’article de Wikipédia en anglais intitulé « Isaac Davis (soldier) » (voir la liste des auteurs).